# Hitchensova britev
Hitchensova britev je epistemološko načelo (»filozofska britev«), ki ga je izrazil pisatelj Christopher Hitchens. Pravi, da breme dokaza glede resničnosti trditve sloni na tistemu, ki trditev postavi; če se bremena ne prevzame, je trditev neutemeljena in njenim nasprotnikom se je ni treba truditi ovreči.
Hitchens je britev pisno izrazil kot: »Kar je mogoče brez dokazov zatrditi, je mogoče brez njih tudi zanikati.« V angleščini se izvirnik glasi: »What can be asserted without evidence can also be dismissed without evidence.«

## Izvor
Koncept, poimenovan po novinarju, avtorju in priznanem ateistu Christopherju Hitchensu, odraža Occamovo britev. Izrek se pojavi v Hitchensovi knjigi z naslovom Bog ni velik: Kako religija vse zastrupi (angleški izvirnik: 2007; slovenski prevod: 2010). Zavzema močnejšo držo kot t. i. Saganov standard (»Izredne trditve zahtevajo izredne dokaze«), tako da velja tudi za ne-izredne trditve.
V podobni obliki se načelo pojavi že v latinskem pregovoru quod grātīs asseritur, grātīs negātur, ki se je bolj pogosto začel uporabljati v 18. in 19. stoletju. Prvotni pomen latinskega glagola je bil povezan z osvoboditvijo sužnja ali zasužnjenjem. Sčasoma se je (performativni) glagol assero začel uporabljati za zatrjevanje nečesa - pomen, ki se je ohranil do danes.